# 龙门河 (阳春)
龙门河，位于中华人民共和国广东省阳春市南部，是潭水河右岸支流，发源于阳春市南端八甲大山鹅凰嶂东北山谷，向北流入仙家垌水库，出库后向东北流，经李屋寨、下双、龙门圩、邓屋等村，于河口镇汇入潭水河。河长47千米，流域面积283平方千米。